# Agnes Bruckner
Agnes Bruckner (Hollywood (Californië), 16 augustus 1985) is een Amerikaanse film- en televisieactrice. Ze werd in 2004 genomineerd voor een Independent Spirit Award voor haar hoofdrol in de dramafilm Blue Car.

## Biografisch
Bruckner is een dochter van een Hongaarse vader en een Russische moeder, die een jaar voor haar geboorte immigreerden naar de Verenigde Staten. Haar grootvader was Duits. Naast Engels beheerst ze ook de moedertalen van haar beide ouders.
Bruckner maakte op elfjarige leeftijd haar acteerdebuut als de eerste Bridget Forrester in de soapserie The Bold and the Beautiful. Haar eerste filmrol volgde een jaar later, als 'Lori' in de sciencefictionfilm The Shrunken City. Bruckner speelde in onder meer de films Blood and Chocolate en Murder by Numbers en had meervoudige optredens in televisieseries als Private Practice, 24 en Alias.

## Filmografie
*Exclusief televisiefilms
| - The Murder of Nicole Brown Simpson (2019) - Immortal (2019) - Back Fork (2019) - There Is a New World Somewhere (2015) - A Bit of Bad Luck (2014) - Breaking the Girls (2013) - Wrong Cops (2013) - The Citizen (2012) - The Baytown Outlaws (2012) - The Millionaire Tour (2012) - The Pact (2012) - Open Gate (2011) - A Good Funeral (2009) - Kill Theory (2008) | - Vacancy 2: The First Cut (2008) - Blood and Chocolate (2007) - Peaceful Warrior (2006) - The Woods (2006) - Dreamland (2006) - Venom (2005) - Haven (2004) - The Iris Effect (2004) - Rick (2003) - Murder by Numbers (2002) - Home Room (2002) - Blue Car (2002) - The Glass House (2001) - The Shrunken City (1998) |

## Televisieseries
*Exclusief eenmalige verschijningen
- The Returned - Nikki Banks (2015, tien afleveringen)
- Once Upon a Time - Lily Page (2015, drie afleveringen)
- Covert Affairs - Zarya Fischer (2012, twee afleveringen)
- Private Practice - Heather (2009, vijf afleveringen)
- 24 - Linda (2003, vijf afleveringen)
- Alias - Kelly McNeil (2002, twee afleveringen)
- The Bold and the Beautiful - Bridget Forrester (1997-1999, 66 afleveringen)